# Délia du Pommereux
Délia du Pommereux, född 1 januari 2013, är en fransk varmblodig travhäst som tränas av Sylvain Roger och körs av Éric Raffin.
Délia du Pommereux började tävla i januari 2016 och inledde med en galopp och tog första segern i andra starten. Hon har till april 2022 sprungit in 1,7 miljoner euro på 82 starter, varav 15 segrar, 14 andraplatser och 8 tredjeplatser. Karriärens hittills största segrar har kommit i  Prix de France (2021) och Paralympiatravet (2021).
Délia du Pommereux har även segrat i Prix Henri Levesque (2018), Prix Marcel Laurent (2018), Prix Jockey (2018), Prix du Bourbonnais (2018, 2019) och Prix de Bourgogne (2023). Hon har kommit på andraplats i Prix Reine du Corta (2016), Prix Bellino II (2017), Prix Paul Leguerney (2017), Prix Guy Le Gonidec (2017), Prix Jean Le Gonidec (2018), Prix Robert Auvray (2018), Critérium des 5 ans (2018), Prix de Bretagne (2018), Prix de Belgique (2021), Grand Critérium de Vitesse (2021), Kymi Grand Prix (2021) och  Prix de France (2022) samt på tredjeplats i Prix Ariste-Hémard (2017), Critérium Continental (2017), Prix Louis Jariel (2018), Prix de France (2020), Prix Chambon P (2020), Prix de Bourgogne (2021) och Prix de l'Atlantique (2021, 2022).
Hon är halvsyster med Ènino du Pommereux genom att de har samma mamma.

## Karriär

### Paralympiatravet 2021
Den 8 maj 2021 blev Délia du Pommereux som sjätte häst inbjuden till 2021 års upplaga av Elitloppet på Solvalla, efter att ha segrat i Paralympiatravet. Kusken Éric Raffin var intresserad av att köra loppet, men efter att Raffin fått 15 000 kronor i böter för felaktigt bruk av körspö, meddelade ägaren Noël Lolic att han inte vill komma tillbaka till Sverige med Délia du Pommereux.

## Statistik

### Större segrar
| År   | Lopp                | Kusk          | Vinstbelopp   | Grupp   |
| ---- | ------------------- | ------------- | ------------- | ------- |
| 2018 | Prix Henri Levesque | Sylvain Roger | 54 000 EUR    | Grupp 2 |
| 2018 | Prix Marcel Laurent | Damien Bonne  | 54 000 EUR    | Grupp 2 |
| 2018 | Prix Jockey         | Franck Nivard | 54 000 EUR    | Grupp 2 |
| 2018 | Prix du Bourbonnais | Damien Bonne  | 54 000 EUR    | Grupp 2 |
| 2019 | Prix du Bourbonnais | Franck Nivard | 54 000 EUR    | Grupp 2 |
| 2021 | Prix de France      | Éric Raffin   | 180 000 EUR   | Grupp 1 |
| 2021 | Paralympiatravet    | Éric Raffin   | 1 500 000 SEK | Grupp 1 |